# Luo (Nilotische taal)
Luo of Dholuo is een West-Nilotische taal, die wordt gesproken door de Luo uit Kenia, Oeganda en Tanzania. De taal vormt samen met enkele nauw aan elkaar verwante talen, zoals het Acholi, Dhopadhola en het Lango, de gelijknamige groep der Luotalen. Het Luo wordt gesproken door zo'n drie à vier miljoen mensen aan de oostelijke kusten van het Victoriameer (provincie Nyanza) en gebieden ten zuiden daarvan, en door Luo in Nairobi.
De taal valt te horen tijdens televisie-uitzendingen van de KBC (Kenya Broadcasting Corporation, voorheen de Voice of Kenya) en op Radio Ramogi.